# Lacy Lake
Lacy Lake är en sjö i Kanada.   Den ligger i provinsen British Columbia, i den sydvästra delen av landet, 3 700 km väster om huvudstaden Ottawa. Lacy Lake ligger 397 meter över havet. Arean är 0,12 kvadratkilometer.Den sträcker sig 0,6 kilometer i nord-sydlig riktning, och 0,4 kilometer i öst-västlig riktning.
I omgivningarna runt Lacy Lake växer i huvudsak barrskog. Runt Lacy Lake är det glesbefolkat, med 19 invånare per kvadratkilometer.